# 125. моторизована бригада
125. моторизована бригада је била бригада Југословенске народне армије и Војске Југославије. За време рата на Косову и Метохији и НАТО агресије на СР Југославију 1999. године, бригада је била у саставу Приштинског корпуса.

## Историјат
Бригада је формирана 23. септембра 1981. године у Косовској Митровици.
У рату на Косову и Метохији 1999. године, погинуло је 94 припадника 125. моторизоване бригаде: 9 официра и подофицира, 46 војника на одслужењу војног рока, 11 припадника резервног састава и 28 добровољаца.
Расформирана је 2005. године.

## Структура и команда бригаде (1998–1999)
- Команда бригаде
  - командант: генерал-мајор Драган Живановић (12. јун 1998 - 10. јун 1999)[2]
  - начелник штаба: пуковник Ђорђе Николић
  - заменик начелника штаба: Јордан Денкић
  - начелник инжењерије: Драган Петровић
  - начелник безбедности: Драган Савовић
  - начелник обавештајног одсека: Драган Трифуновић
- моторизовани батаљон, стациониран у Косовској Митровици
- моторизовани батаљон, стациониран у Пећи
  - командант: потпуковник Љубинко Ђурковић
- хаубичка батерија
  - мајор Јовица Дељанин
- противоклопни дивизион

## Одликовања
- Орден народног хероја (1999)